# Matti Pellonpää (jurist)

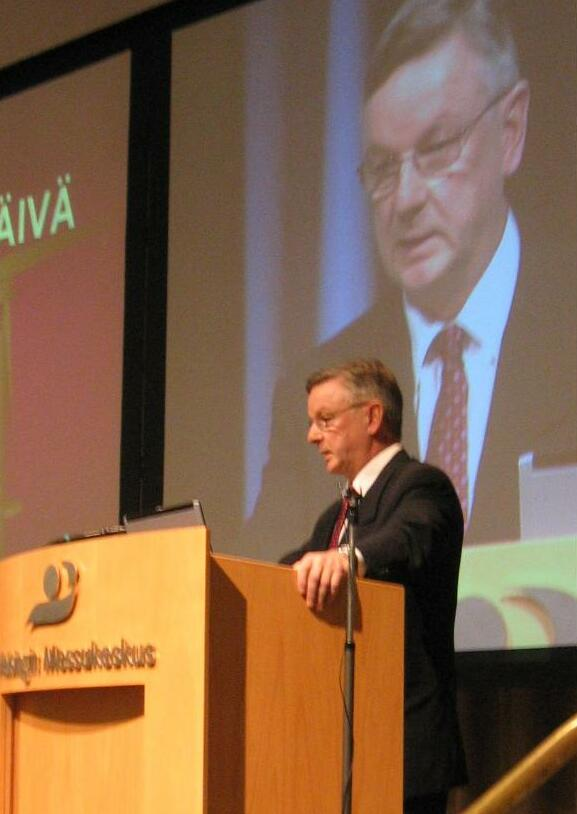
Matti Pellonpää.

Matti Paavo Pellonpää, född 4 april 1950 i Kankaanpää, död  21 oktober 2021 i Esbo, var en finländsk jurist.
Pellonpää blev juris doktor 1984, var biträdande professor i folkrätt vid Helsingfors universitet 1989–1998 och blev professor i ämnet 1998. Han var ledamot av Europeiska människorättskommissionen 1990–1998 samt domare vid Europeiska människorättsdomstolen i Strasbourg 1998–2006. Han var ledamot av panelen vid Förenta nationernas kompensationskommission i Genève 1993–1996. 
Pellonpää publicerade arbeten om internationell lag och människorättsfrågor. I doktorsavhandlingen Expulsion in International Law (1984) behandlas rättspraxis och internationella organisationers verksamhet. Hans bok Euroopan ihmisoikeussopimus (1991) har utkommit i flera upplagor (senast 2012).